# 文官
文官（ぶんかん）とは、官吏のうち武官（軍人）以外の者を指す語である。すなわち事務官、技官などを指す。

## 解説
元来は中国における官吏の分類に関する概念であり、軍事をつかさどる官職を武官、文治をつかさどる官職を文官として、両者の待遇や服制を区別したものである。日本でも、律令制の導入とともに武官と文官の区別が行われ、江戸時代の幕府職制にも幕臣の間に「番方」と「役方」という形で武官と文官の区別に類したものがあった。
明治以降、国家行政組織法以前の日本では、内閣総理大臣や国務大臣をはじめ、軍人以外のすべての官職が文官に含められた。このため、文官と呼ばれる官吏は教師、警察官などまで含めてあらゆる職種にわたり、文官任用令が適用された。
今日の日本では、防衛省職員のうち、政府の公式見解で文民ではないとされている自衛官等を除く常勤の職員、すなわち防衛事務次官、書記官、部員、事務官、技官等を「文官」と呼ぶ場合がある。
戦前の日本では、文官の名乗る官名は、次官、局長、書記官、事務官、属など、職層や職種の別によって多数に分かれていた。しかし今日、かつての文官に相当する職にある国家公務員の大多数が名乗る官名は、「事務官」、「技官」、「教官」、などであり、局長、課長などは事務官や技官の官にあるものが充てられる役職の名となっているため、「警察官」、「海上保安官」などの公安職員も文官の種別に入る。